# Klucznik
Klucznik [pronunciación en polaco: /ˈklut͡ʂɲik/] (en alemán: Klausen) es un pueblo ubicado en el distrito administrativo de Gmina Barczewo, dentro del Condado de Olsztyn, Voivodato de Varmia y Masuria, en Polonia del norte. Se encuentra aproximadamente a 11 kilómetros al sureste de Barczewo y a 19 kilómetros al este de la capital regional Olsztyn.
El pueblo tiene una población de 80 habitantes.

## Residentes notables
- Otto Parschau (1890-1916) piloto de la Primera Guerra Mundial, ayudó a probar la versión pionera del tren de sincronización con Anthony Fokker